# 2005 GW186
2005 GW186 est un objet transneptunien faisant probablement partie des plutinos. Il est encore très mal connu n'ayant qu'un arc d'observation de 3 jours, il est si mal connu que les estimations de sa magnitude varie énormément.

## Caractéristiques
Le diamètre de 2005 GW186 est estimé a environ 380 kilomètres.